# Võro

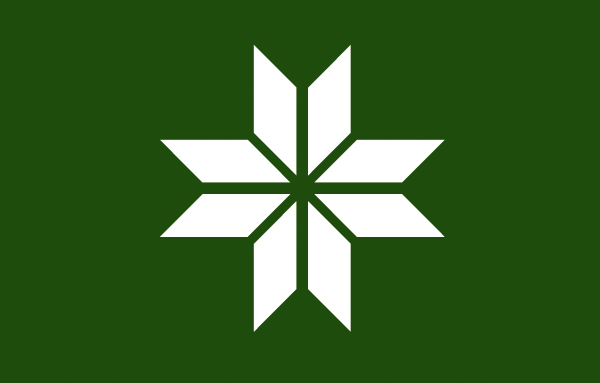
Flaga Võro

Võro – grupa etniczna zamieszkująca głównie Estonię (zwłaszcza prowincję Võrumaa), posługująca się językiem võro. 

## Historia
Võro zamieszkują głównie południowo-wschodnią Estonię, zwłaszcza prowincję Võrumaa, a także Põlvamaa i Valgamaa i są zaliczani do ludów ugrofińskich (bałtycko-fińskich). Dwujęzyczność Võro została odnotowana przez Ferdinanda Johanna Wiedemanna w połowie XIX wieku. Stopniowo język võro ustępował językowi estońskiemu, zwłaszcza w czasach sowieckich, co doprowadziło do znaczącego spadku liczby mówiących tym językiem.
Ruch dążący do zachowania kultury Võro ukształtował się głównie w latach 80. XX wieku. Od 2008 roku odbywa się festiwal pieśni i tańca Uma Pido. W 2013 roku uchwalono nową flagę võro. 22 kwietnia 2023 roku odbył się pierwszy Kongres Võro w Võru, podczas którego m.in. protestowano przeciwko rozszerzeniu obszaru poligonu wojskowego Nursipalu.

## Język
Język võro bywa klasyfikowany jako dialekt języka estońskiego, mimo iż różni się od niego zasadniczo (stąd postulaty Võro za prawnym uznaniem go za odrębny język). Posługuje się nim około 50 000–70 000 osób; niemal wszyscy są dwujęzyczni i znają także język estoński. Aby zachować język võro, 15 przedszkoli w prowincji Võrumaa uczestniczy w projekcie, który polega na mówieniu do dzieci wyłącznie w języku võro, język jest nauczany opcjonalnie w 26 szkołach. Język ten w najbardziej pierwotnej formie zachował się na Syberii, dokąd dawniej Võro emigrowali.
W języku võro ukazuje się tylko jedno czasopismo „Uma Leht” od 2000 roku, które ma około 30 000 czytelników. Literatura piękna Võro była spisywana przeważnie po estońsku, lecz wzrasta liczba publikacji w võro; przeciętnie w tym języku ukazuje się 5 książek beletrystycznych rocznie. Powstała także Wikipedia w języku võro. 
Podobnym do niego językiem jest język seto używany przez odrębną grupę etniczną Setu, również zamieszkującą miasto Võru.

## Kultura
Centrum kulturowym społeczności Võro jest miasto Võru. Zachowaniem dziedzictwa kulturalnego, a zwłaszcza językowego zajmuje się Instytut Võro założony w 1995 roku. 
Popularną aktywnością jest korzystanie z sauny dymnej, niegdyś takie sauny znajdowały się przy niemal każdym wiejskim domu; ta tradycja została wpisana na listę reprezentatywną niematerialnego dziedzictwa kulturowego UNESCO.

## Galeria

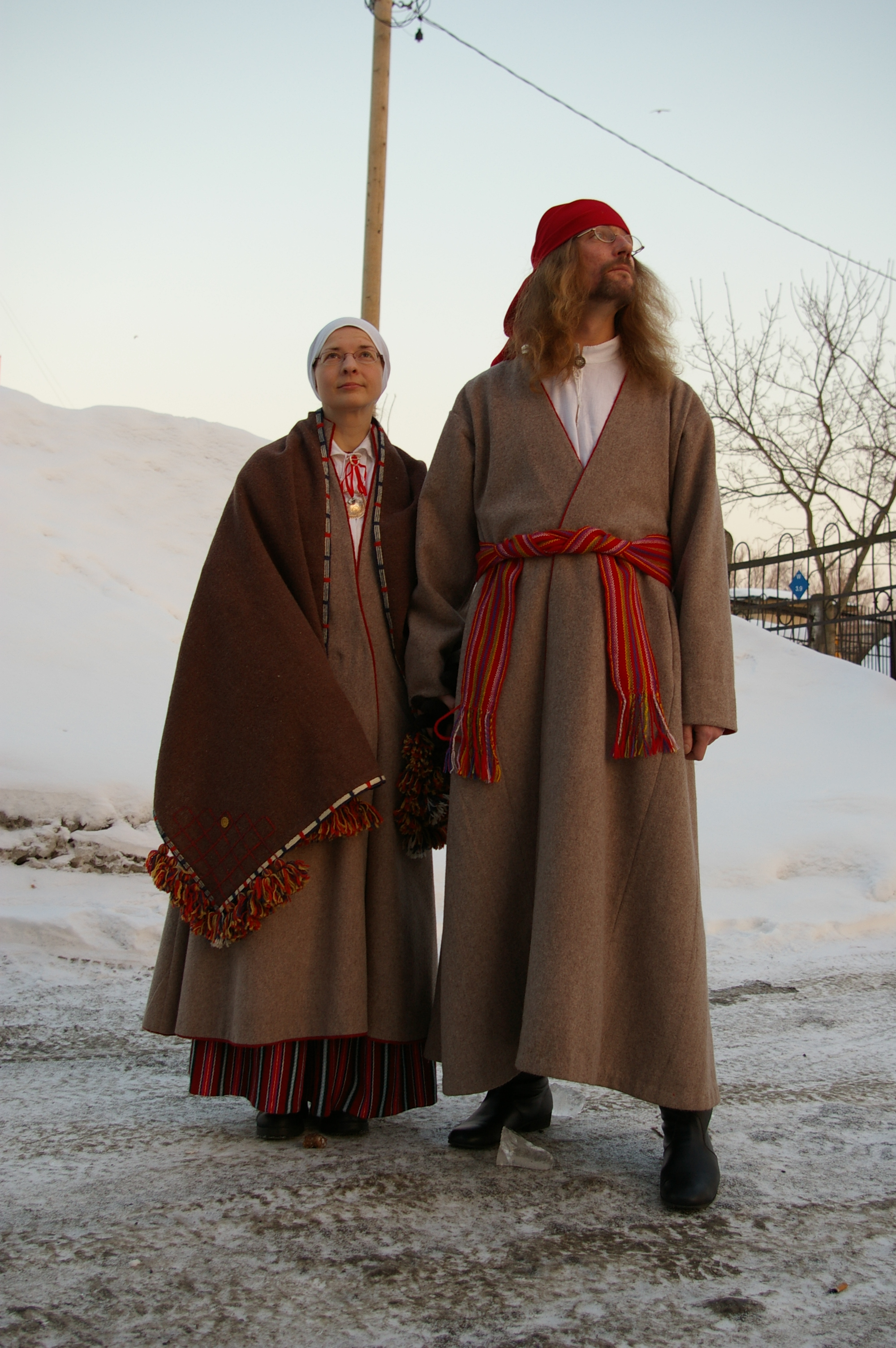
Tradycyjny strój damski i męski
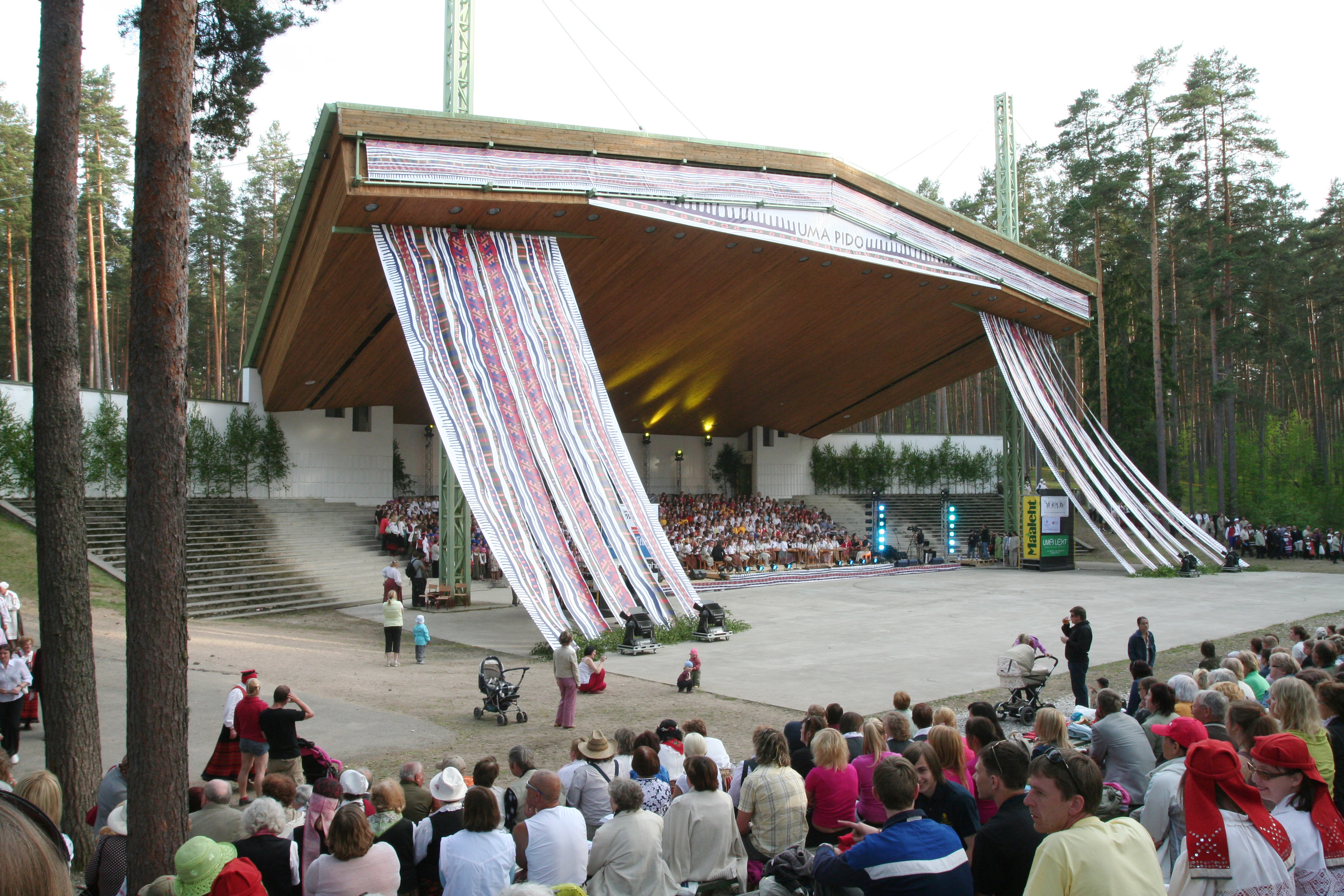
Festiwal Uma Pido (2008)
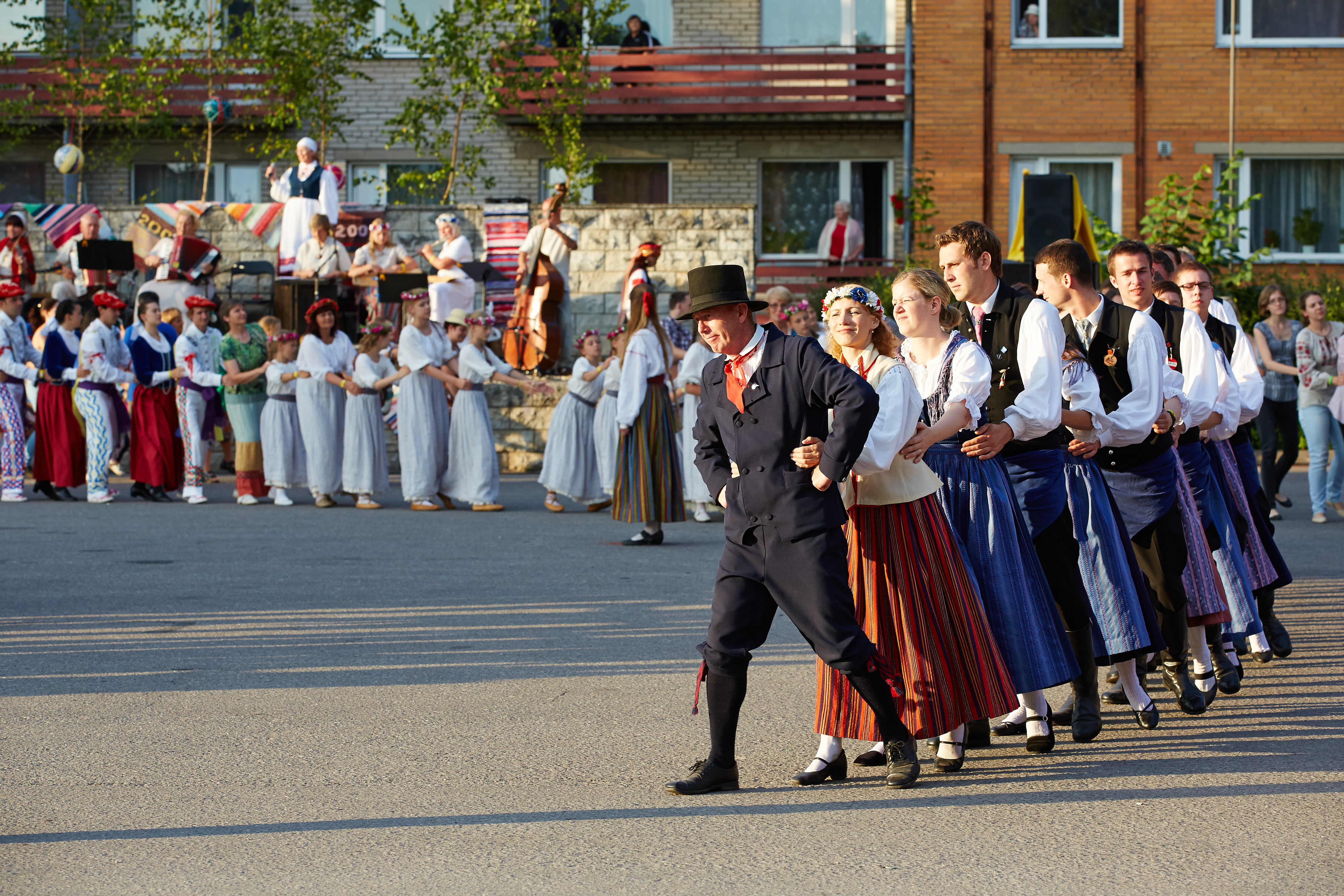
Festiwal Tańca Tradycyjnego w Võru (2014)
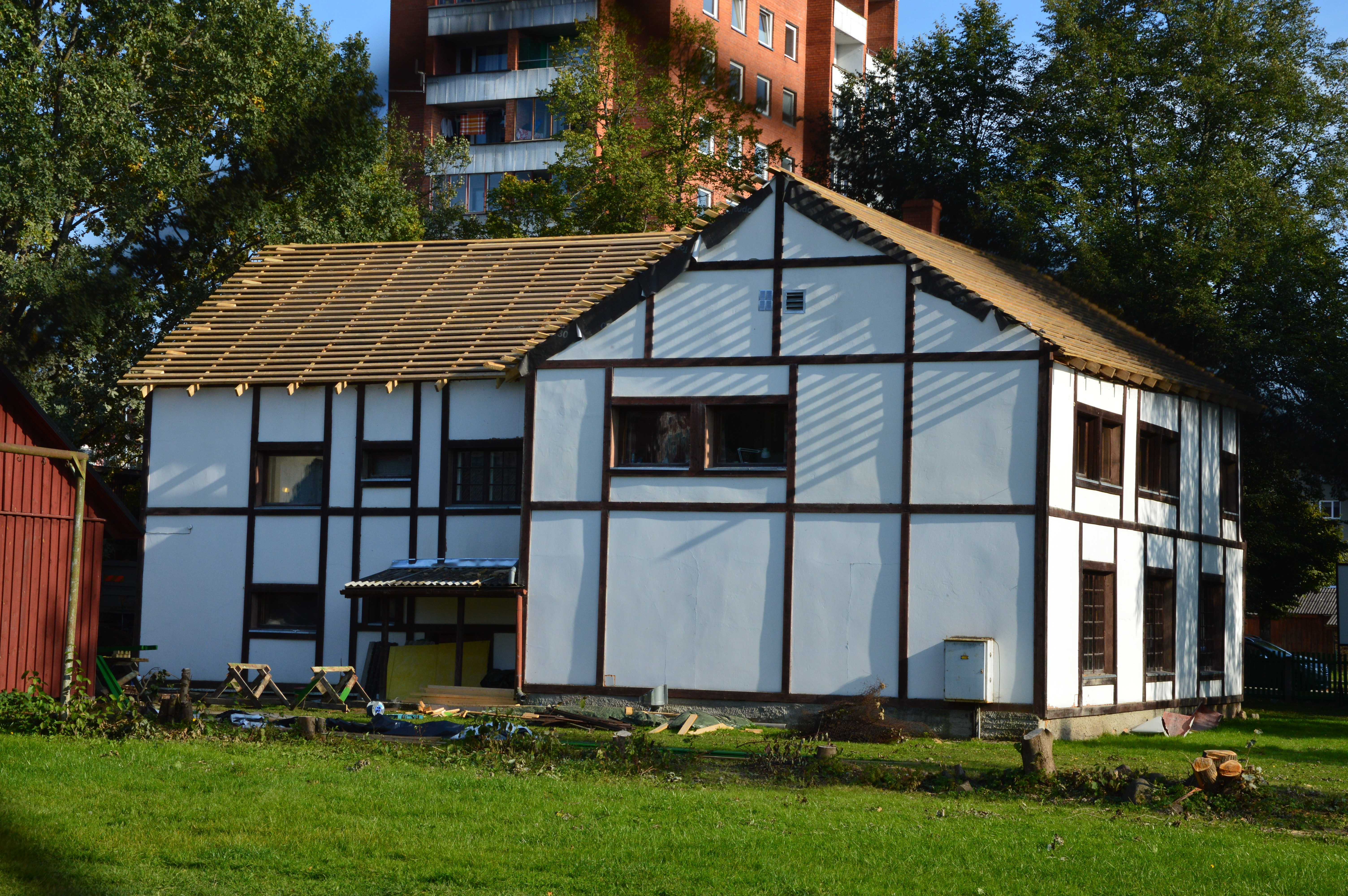
Siedziba Instytutu Võro (2014)
- Artysta Jaan Pulk(inne języki) mówiący w języku võro (film)
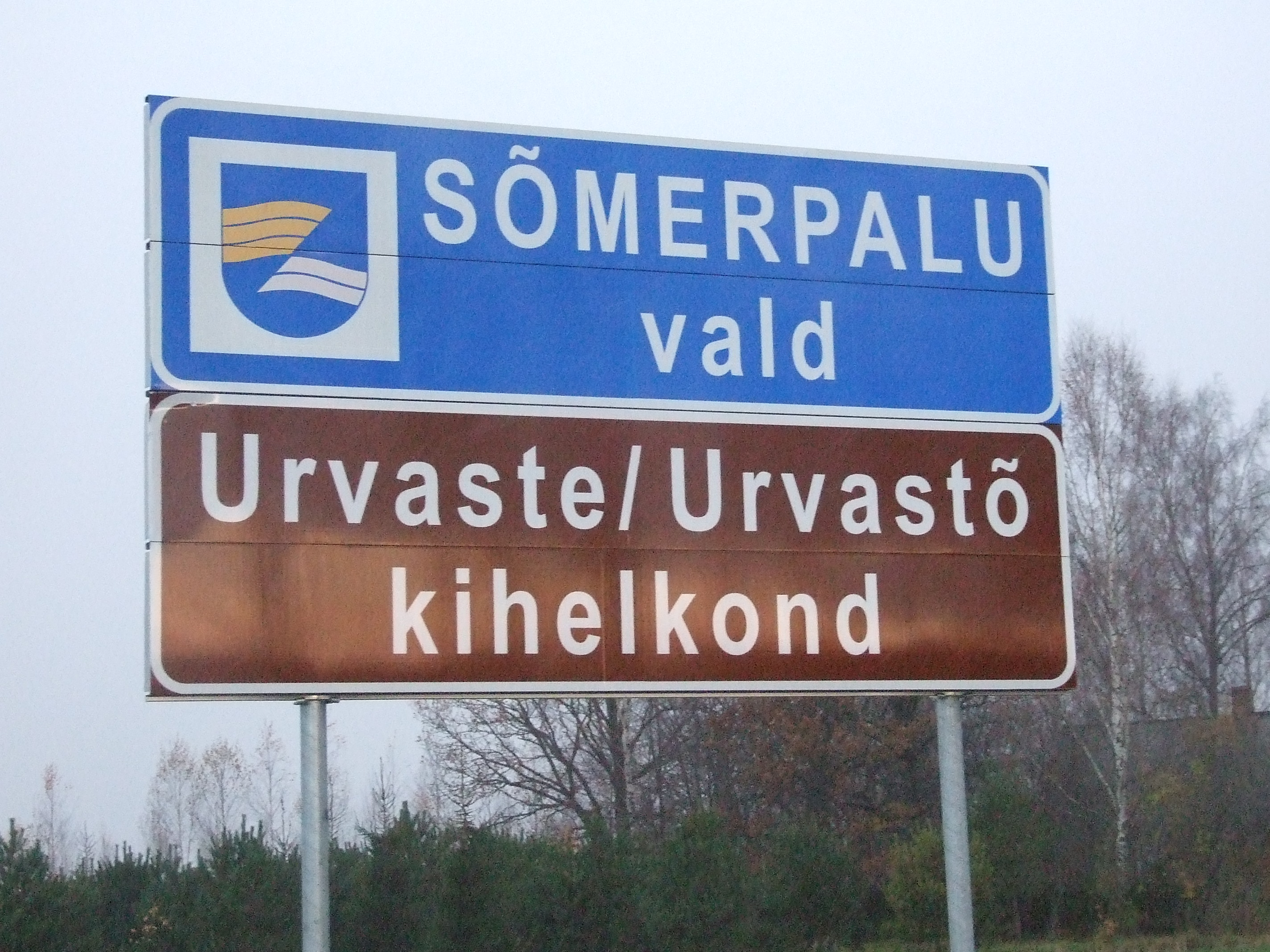
Dwujęzyczna tablica drogowa w języku estońskim i võro
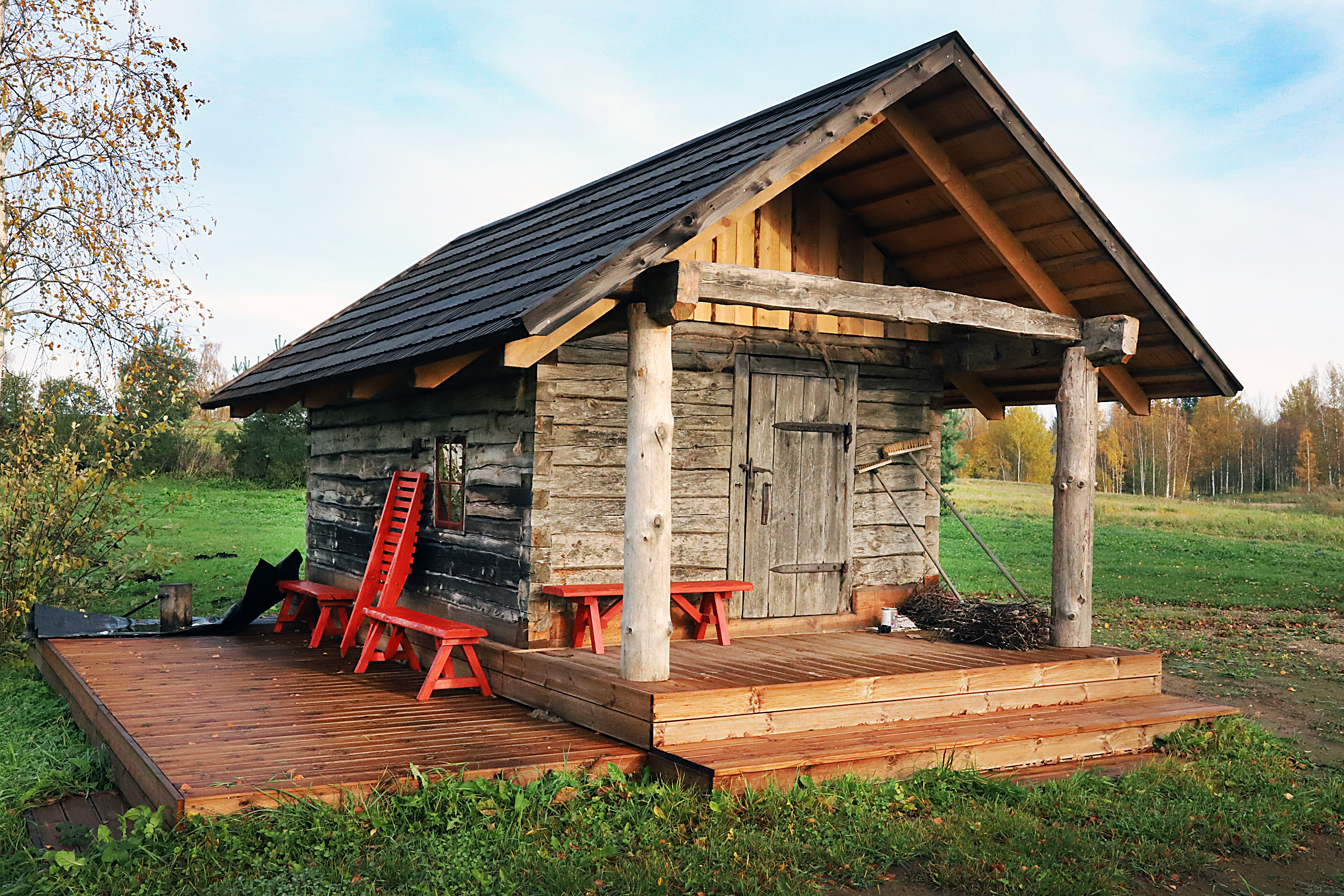
Tradycyjna sauna dymna w Rõuge (2020)